# ワカフツヌシ
ワカフツヌシ（和加布都努志、和加布都怒志、若布都主、若経津主）は、日本神話に登場する神。

## 概要
『出雲国風土記』秋鹿郡の大野郷条、出雲郡の美談郷条に登場する。親神にオオナモチが伝わる。

## 記述

### 出雲国風土記

#### 秋鹿郡
大野郷。郡家の正西十里二十歩にある。和加布都努志能命が狩りをされた時、郷の西にある山に待ち人を立たせなさって、猪を追って、北の方角へお登りになったが、阿内（くまうち）の谷まで至ったところでその猪の足跡が消えてしまった。その際に「自然となってしまったなあ。猪の足跡を見失った」と仰られた。よって、この地を内野と言うようになった。しかし、現在の人はなお間違えて大野と呼ぶだけである。

#### 出雲郡
美談郷。郡家の正北九里二百四十歩にある。所造天下大神の御子である和加布都努志命が、天地が初めて分離した後に天（あめ）の御領田（みしろた）の長となってお仕えなさった。この神が郷の中に鎮座していらっしゃる。よって、この地を三太三（みたみ）と言うようになった。神亀三年に美談へ改称した。正倉がある。

## 考証
意宇郡の楯縫郷・山国郷条に布都努志命が見え、『日本書紀』に経津主神が登場するが、これらフツヌシとの関係性は定かではない。美談郷条ではワカフツヌシをオオナモチの子神としており、『日本書紀』の国譲り神話で活躍する経津主神とは大きく異なった記述になっている点から、楯縫郷・山国郷条及び『日本書紀』のフツヌシとは別神だと判断される一方で、このような記述の相違が生じた要因を、出雲ではフツヌシ信仰がより古い時代に定着していたが後世にオホナムチ信仰へと吸収されてしまったからであると見て、ワカフツヌシとフツヌシを同神とする説もある。神名の意義は刀剣に由来すると考えられるが、神話から読み取ることのできる性格は狩り・農耕の長などであり刀剣神の要素がほとんど見られないことから、神名と神話が乖離しているという問題点が指摘されている。
風説では牛を飼育する技術に長けている牛飼神として信仰されており、現在の出雲大社本殿には和加布都努志命と耕牛の神像が心御柱の側に祀られている。日本では牛が出雲を中心に中国地方で数多く飼育されており、牛飼神とされるワカフツヌシの信仰圏と重なっていることが論じられている。

## 祀る神社
- 大江神社（鳥取県八頭郡八頭町橋本） - 合祀  - 因幡国二宮。明治初年に境内末社、大正期に付近の神社を合祀しており、現在は祭神に若経津主命が挙げられている[9]。
- 内神社（島根県松江市大垣町） - 主祭神  - 式内社の内神社に比定される。「高野宮」の別称があるが、この社名は『出雲国風土記』秋鹿郡の記述に見える女人高野（女嵩野[1]、安心高野[2]、現：本宮山）に由来しており、本来、内神社と高野宮はそれぞれ別の神社で、近世頃から同一視されるようになったのではないかとの説がある[10]。『出雲国風土記』秋鹿郡の神祇官社である宇智社に比定される[1]。
- 縣神社（島根県出雲市美談町） - 合祀  - 式内社の縣神社に比定される。美談神社の境内社で、同じく式内社に比定される和加布都努志神社と合殿で祀られている[11][12]。美談神社の現在の祭神は経津主命だが、当社は美談郷に該当する地の中心に建っている点から、郷の守護神と考えられる和加布都努志命が本来の祭神であると推測されている[5]。縣神社は『出雲国風土記』出雲郡の神祇官社である阿我多社もしくは県社、美談神社は同郡の神祇官社である弥太弥社に比定される[1][11]。
- 出雲大社（島根県出雲市大社町杵築東） - 本殿客座  - 前掲。佐草自清の著作である『出雲水青随筆』に江戸時代前期の御供儀式に関する記述があり、本殿内配置図の心御柱付近に牛飼神が見える[13][14]。
- 八重山神社（島根県大田市川合町川合） - 祭神  - 物部神社の境内末社。牛馬安全の神として祀る[15]。
- 生庶神社（岡山県岡山市中区乙多見） - 主祭神  - 祭神は出雲国の美談神社（前述）と同一で、農民の祖神であるとされている[16]。